# Буризи
Буризи — деревня в Духовщинском районе Смоленской области России. Входит в состав Береснёвского сельского поселения. Население — 34 жителя (2007 год). 
Расположена в северной части области в 23 км к северо-западу от Духовщины, в 6 км западнее автодороги Р136 Смоленск — Нелидово, на берегу реки Гобза. В 45 км юго-восточнее деревни расположена железнодорожная станция Присельская на линии Москва — Минск. 

## История
В годы Великой Отечественной войны деревня была оккупирована гитлеровскими войсками в июле 1941 года, освобождена в сентябре 1943 года.